# Венгерская демократическая армия
Венгерская демократическая армия — вооружённое формирование, существовавшее в 1945 году в Венгрии.

## История
Работа по созданию венгерской армии под советским руководством началась в 1945 году как способ вывести венгров из преимущественно прогерманских военных формирований старой армии, и тем самым, привести к скорейшему выведению Венгрии из войны. 30 января назначенное Сталиным временное правительство Венгрии призвало венгров к борьбе с фашизмом. 12 февраля венграми-противниками прогерманского курса из числа военнослужащих Будского гарнизона создаётся Будский добровольческий полк, насчитывающий 2534 бойцов, который присоединяется к штурмующей Будапешт РККА, в процессе боёв в состав полка принимают ещё около шестисот венгров, столько же полк теряет погибшими. 13 февраля Будапешт пал. Сразу же после захвата Будапешта Красной армией, венгерских добровольцев принудительно разоружают и вместе с защитниками Будапешта и задержанными мирными жителями, а также пленными солдатами вермахта направляют в различные советские концлагеря, включая лагеря ГУЛАГа. Тогда же, в феврале, под воздействием советской пропаганды, сулящей амнистию всем, перешедшим на сторону СССР, начинает создаваться новая, Венгерская демократическая армия, временное правительство планирует сформировать восемь тяжело вооружённых пехотных дивизий, что идёт вразрез с планами Сталина, который не планировал для Венгрии никаких «демократических армий» (последней для него «демократической армией» была Демократическая армия по обороне Ленинграда, которая просуществовала под таким названием около недели). В этой связи, советская сторона разрешает создание новых войсковых соединений, но при условии, что вооружение и военная техника будут исключительно советскими, чтобы исключить возможность венгров самовооружиться за счёт немецких запасов, трофейного или изготовленного в самой Венгрии оружия. При этом, поставки из СССР постоянно откладываются под различными предлогами. Тем временем, формируются первые два войсковых соединения Венгерской демократической армии — 1-я (Ясберень) и 6-я (Дебрецен, по другим данным — тоже Ясберень) пехотные дивизии. 23—24 февраля происходит первый съезд компартии Венгрии. 26 февраля временное правительство запрещает сопротивление вторгшимся, антисоветскую и профашистскую агитацию, распускает все фашистские партии и военные структуры. 4 марта 1945 года в Дебреценском лагере для военнопленных 6-я пехотная дивизия получила боевое знамя. Под знамёна демократической армии встают ещё около пятидесяти тысяч венгров, временное правительство создаёт из них ещё две пехотные дивизии. Параллельно с этой новой «демократической армией» к середине февраля на западе страны продолжает существовать старая королевская армия — три полевых армии, две из которых, 1-я и 3-я, численностью свыше 200 тысяч военнослужащих, не подчинившись объявленному главнокомандующим венгерской армией вице-адмиралом Хорти в октябре 1944 года прекращению огня, продолжают отчаянное сопротивление вторгшимся частям Красной армии. Устав от войны и поверив заверениям советской пропаганды о том, что они уже амнистированы и вернутся по домам, многие солдаты, преимущественно 1-й армии, наиболее подвергшейся воздействию советской пропаганды, переходят линию фронта и сдаются советским войскам. Вместо этого, их грузят в «телятники» и отправляют в лагеря ГУЛАГа, в Сибирь. Тем временем, Гитлер решает нанести контрудар силами оставшихся верными рейху венгерских частей и 6 марта около 140 тысяч объединённых немецко-венгерских сил начинают контрнаступление, и хотя им удаётся отбросить советские войска и быстро дойти до Дуная, заняв, тем самым решив одну из главных задач, поставленных Гитлером, их снова начинает теснить Красная армия и уже через 11 дней после начала контрнаступления, немецко-венгерские силы выбиты на исходные позиции. 29 марта советские войска вступают в Австрию. 4 апреля захвачена последнее венгерская деревня Немешведеш, расположенная на севере страны, на границе с Австрией. 6 апреля подписано советско-венгерское соглашение о репарациях, издаваемая под надзором советских властей газета «Неплап» сообщает, что частям Демократической армии разрешено участвовать в боевых действиях на фронте. 12 апреля звучат последние выстрелы бойцов сопротивления советским войскам, Венгрия пала. Из-за проволочек с поставкой советского вооружения и боевым слаживанием, новые дивизии запоздало прибывают в Австрию и не участвуют в боевых действиях до середины апреля (6-я дивизия — 13 апреля, 1-я дивизия — 23 апреля), и успевают лишь к завершению военных действий в Европе.